# Filippo da Messina
Filippo da Messina (Messina?, XIII secolo – ...) è stato un poeta italiano della scuola siciliana di Federico II.

## Opere
Si conserva un sonetto di quest'autore:
- Oi Siri Deo, con forte fu lo punto